# Дхармендра
Дхарам Сінгх Деол (гінді धर्म सिंह देओल; нар.8 грудня 1935), широко відомий як Дхармендра (гінді धर्मेन्द्र) — індійський актор, продюсер й політик, відомий своєю роботою у фільмах на хінді, а також працював у кількох фільмах на пенджабі . Відомий як перший «He-Man» Боллівуду, Дхармендра працював у понад 300 фільмах за шість десятиліть своєї кар'єри він є одним з найуспішніших акторів в історії хінді кінематографу. У 1997 році отримав нагороду Filmfare Lifetime Achievement Award за внесок у хінді кіно. Член 15-го Лок Сабха Індії, представляючи виборчий округ Біканер у Раджастані від партії Бхаратія Джаната. У 2012 році нагороджений урядом Індії третьою за значущістю цивільною відзнакою Падма Бхушан.